# Pierre Andrieu

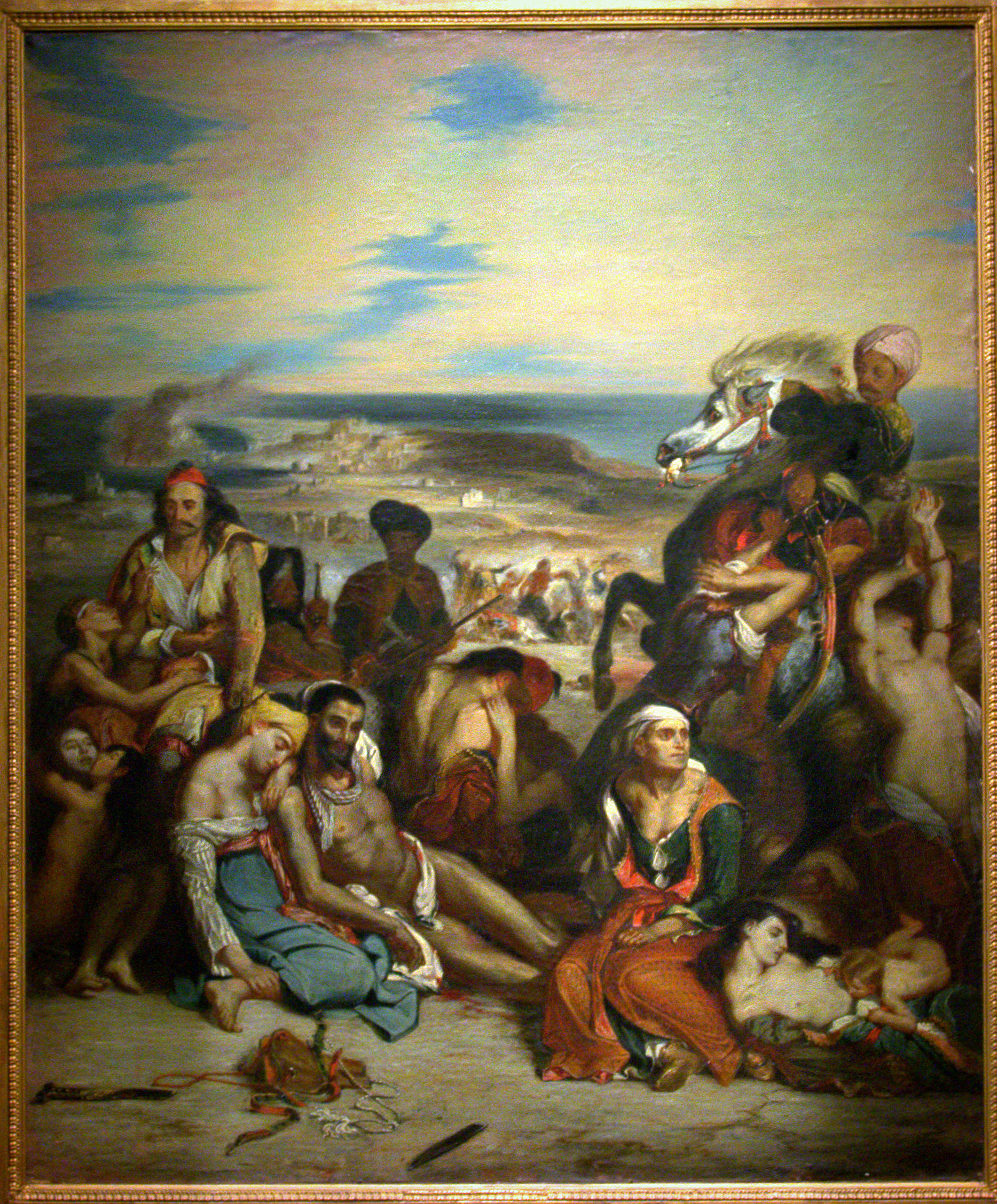
Măcelul din Chios (copie a operei lui Delacroix)

Pierre Andrieu (n. 12 decembrie 1821, Fenouillet, Midi-Pyrénées, Franța – d. 30 ianuarie 1892, Paris, Franța), a fost un pictor francez din secolul al XIX-lea.

## Biografie
S-a născut în Fenouillet, Haute-Garonne, dar a fost instruit la Paris, unde a intrat în studioul lui Eugène Delacroix în 1843. A devenit cel mai de încredere asistent al lui și a lucrat la picturi murale la Biserica Sf. Sulpice și decorațiuni la Primăria Parisului. El a restaurat decorațiuni la Galeria lui Apollo și la biblioteca Palais Bourbon. Când o pictură masivă în cupolă de pânză facută de Delacroix, la biblioteca Palatului din Luxemburg s-a dezlipit și s-a prăbușit la pământ în 1868, Andrieu a făcut renovări ample.
După moartea lui Delacroix în 1863, Andrieu și-a deschis propriul studio. Ulterior, o inundație i-a distrus casa, provocând dificultăți financiare. Este posibil să fi declarat unele dintre propriile picturi ca fiind create de Delacroix.
Este cunoscut pentru copiile sale pentru lucrările lui Delacroix, dar are, de asemenea, lucrări proprii, inclusiv un tablou cu natură moartă atribuit lui în National Gallery London,  printre altele. A murit la Paris.

## Legături externe
- Pierre Andrieu pe Artnet